# Илирней (озеро)
Илирне́й (Нижний Илирнейгытгын, Нижний Илирнейгытхын; чук. Илирӈэй) — озеро на Дальнем Востоке России, в пределах Билибинского района Чукотского автономного округа. Находится на реке Илирнейвеем в верховьях Малого Анюя.
В переводе с чукотского Илирней означает «остров-гора». Названо по скалистым островкам посреди озера, похожим на горки.
Озеро Илирней находится на высоте 421 м над уровнем моря, северо-восточнее одноимённого населённого пункта. Площадь озера — 28,2 км². Площадь водосборного бассейна — 1140 км².
В водах Илирнея обитает пелядь, что является для неё восточным пределом ареала.
Код водного объекта в государственном водном реестре — 08010100712110000002442.